# 安治泰主教公寓
36°03′47″N 120°19′16.5″E / 36.06306°N 120.321250°E
安治泰主教公寓位于中国山东省青岛市市南区湖南路6-8号，建于1899年，为青岛现存最早的德占时期建筑之一。该建筑最初为天主教圣言会建设的出租公寓，现为市南区文物保护单位。

## 建筑历史
安治泰主教公寓建于1899年，为天主教圣言会建设的出租公寓，设计者可能为曾设计圣言会会馆、圣神修女院的建筑师彼得·贝尔纳茨（德語：Peter Bernatz）。该建筑在德文文献中被称为“安治泰主教公寓”（Wohnhaus von Bischof Anzer）、“安治泰主教宫”、“安治泰楼”（Anzerhaus），而安治泰本人可能并未在此居住过。安治泰为圣言会会士、天主教鲁南代牧区主教，曾大力支持德国政府借巨野教案之机占领胶州湾，此后又借机扩展天主教会在鲁西南的影响力，并派遣神父白明德赴青岛建立圣言会传教机构。
建筑师舒备德1907年3月到达青岛后，曾与同事古斯塔夫·布莱希（Gustav Blaich）在此居住，1908年2月迁居至赉寿药行楼上。1920年代，该楼东翼曾归华商刘子山旗下的东莱银行所有，连同楼内家具用于出租。1927年9月11日，青岛德国学校自“德国人之家”迁至该楼西翼，直至1937年位于基督教堂后侧的德国学校新楼建成。
该建筑现为民宅，产权属于菏泽天主教会。2000年，该建筑以“天主教会宿舍旧址”之名列入青岛市第一批历史优秀建筑。2009年，市南区房产管理处明水路房管所对该楼修缮，期间参照现代文献中对塔楼原貌的复原重建了两座塔楼尖顶，此外还出现了屋顶德占时期旧瓦片被揭下时损毁弃用的情况。2009年7月27日，该建筑列入市南区未核定为文物保护单位的不可移动文物（一般不可移动文物）名录。2013年3月1日，该建筑列入第二批市南区文物保护单位。

## 建筑特色
安治泰主教公寓位于湖南路江苏路路口西南角，占地面积1083.34平方米，建筑面积2397平方米，砖石木结构。地上2层，地下1层，层高3.8米，有阁楼。该建筑为一栋双拼式公寓（Doppelmietshaus），分为东西两个相对独立的部分。外墙采用中式灰砖墙面，墙角处以花岗岩镶嵌装饰，窗户为矩形，以花岗岩条石嵌套，灰砖与花岗岩形成了较强的材质对比。东西两侧凸出部分设入口，门楣上方嵌有石碑，上刻“1899”字样。凸出部分上方采用抹角切边处理，以丰富立面效果。顶部建有欧式尖塔，曾于20世纪后半叶被拆除，2009年仿照原貌重建。南立面设外廊，有精美的木雕装饰。屋顶最初铺设中式灰瓦，不久即改铺红色板瓦至今。楼内为木制地板地面及木制楼梯，天花板以石膏雕花线脚装饰。

## 图集
- 安治泰主教公寓南立面旧影，1901年
- 印有“安治泰主教宫”（Das Palais des Bischofs v. Anzer）字样的德文明信片
- 1910年代初的江苏路，早期彩色照片，左侧为已更换红瓦的安治泰主教公寓
- 作为青岛德国学校校址的安治泰主教公寓，1920至1930年代
- 安治泰主教公寓北立面近景，2015年
- 东门上方的“1899”石碑
- 南立面外廊木雕装饰
- 西翼内部楼梯间